# 珠海公交46路线
珠海公交46路线，是中华人民共和国广东省珠海市内一条公共汽车路线，往来云顶澜山及南湾总站。

## 线路简介
- 珠海公交46路线由珠海公交巴士有限公司拱北分公司营运。
- 该线路走向为云顶澜山-夏湾，全线拥有8台车，车型均为珠海廣通GTQ6111BEVBT20純電動空調巴士。
- 服务时间：云顶澜山开出：早上06:35至晚上21:55；南湾总站开出：早上06:20至晚上21:15。
- 班次间隔：14-17分钟。

## 历史
- 46路线于2011年12月30日由珠海公交巴士有限公司开通，以方便梅界路、三台石路、前河东路沿线居民往来新香洲、前山和夏湾。[2]使用车型为郑州宇通ZK6100HGA、ZK6108HGC型及厦门金龙XMQ6113GF型巴士（后于2012年撤出）。
- 2013年8月，本线路往“夏湾”方向经“三台石北”站后，在“三台石北”及“暨南大学”之间增停“翠花苑”、“招商花园城”、“凤山工业城”站，撤销“世邦家居世界”站；在“前山”与“前山站西”之间增停“明珠山庄”站；在“前河东路中”与“港三路”之间增设“权晖花园”站，往“云顶澜山”方向在“夏湾”和“前河东路中”之间增设“权晖花园”站。[3]
- 2013年11月，本线路郑州宇通ZK6100HGA型巴士更换为郑州宇通ZK6852HGA9型巴士行驶。
- 2013年12月26日，为方便市十一中师生及周边居民出行，本线路在前河东路的“前山站西”与“前河东路中”之间增设“十一中”站。
- 2014年2月5日，受珠海有轨电车1号线工程施工及梅华路实行部分路段全封闭的交通管制影响，本线路往“云顶澜山”方向经“三台石北”站后，改经人民西路—红山路—华发四季临时路—三台石北延长段行驶，接回“一中东门”站，取消“体育中心西”及“金地伊顿山”站，增停“仁恒星园”、“红山路南”、“行政服务中心”及“绿怡居临时站”；往“夏湾”方向不变。[4]
- 2014年3月28日，本线路全线更换为聊城中通LCK6850HGN型LNG空调巴士。
- 2014年10月1日，梅华路改造完畢，本线路恢復原線行駛。
- 2015年2月，本线路全线更换为珠海廣通GTQ6105BEVB2純電動巴士。
- 2015年11月，本线路全线更换为珠海廣通GTQ6858BEVB2純電動巴士。
- 2018年4月28日，本線路首末站延伸至“南灣總站”。
- 2018年7月20日，“巴士公司”站更名為“創業路口”。
- 2018年7月27日，本線路部分配車更換為廣客GTZ6859BEVB、廣通GTQ6858BEVBT2。
- 2018年9月14日，本線路廣通GTQ6858BEVB2配車更換為原屬12路的廣通GTQ6858BEVBT2。
- 2018年11月18日，珠海市實行全城公交統一一票制1元，本線路票價由空調車2元調整為空調車1元。
- 2019年11月12日，本線路部分配車更換為廣通GTQ6111BEVBT20，配車增加至8臺。至12月24日，本線路全部配車更換為廣通GTQ6111BEVBT20。